# Robert Linzeler
Robert Linzeler (París, 7 de març de 1872 - París, 25 de gener de 1941) va ser un regatista francès, que va competir a cavall del segle xix i el segle xx. El 1900 va prendre part en els Jocs Olímpics de París, on guanyà dues medalles del programa de vela, ambdues de plata en les dues curses que es disputaren de la categoria de 0 a ½ tona. També disputà la prova de classe oberta, que abandonà.